# Ordine antoniano di Sant'Ormisda dei caldei
L'Ordine antoniano di Sant'Ormisda dei caldei (in latino Ordo antonianus Sancti Hormisdae chaldeorum) è un istituto religioso maschile di diritto pontificio del rito caldeo: i monaci dell'ordine pospongono al loro nome la sigla O.A.O.C.

## Storia
L'ordine venne fondato nel 1808 ad Alqosh dall'abate Gabriel Dambo con l'appoggio di Yohanna Hormizd, vescovo caldeo di Mosul e futuro patriarca di Babilonia.
Il fondatore soggiornò a Roma tra il 1827 e il 1830 e, in questo periodo, ottenne una prima approvazione del suo monastero; una nuova approvazione venne sollecitata dall'abate Hanna Gerra, successore di Danbo, e venne concessa nel 1840.
Dopo la morte del fondatore i suoi monaci si dispersero: la comunità venne riorganizzata dal vescovo di Amadiya, Giovanni Audo, che inviò anche un rappresentante a Roma per chiedere alla Santa Sede la conferma dell'ordine, concessa il 26 settembre 1845.
A metà del XX secolo, in seguito a difficili circostanze politiche, l'ordine decadde. La vita monastica venne ripristinata nel 1962 con la riapertura di un noviziato a Baghdad.

## Attività e diffusione
Gli antoniani di Sant'Ormisda si dedicano al ministero sacerdotale nelle parrocchie, alle missioni, all'insegnamento e alla cura degli orfani; hanno dato un notevole contributo alla conservazione del rito caldeo e al riavvicinamento dei nestoriani al cattolicesimo.
Sono presenti in Iraq, Iran, Siria, Libano e Stati Uniti d'America; la sede generalizia è il couvent Saint-Antoine di Baghdad.
Alla fine del 2014 l'ordine contava 6 case e 41 membri, 22 dei quali sacerdoti.